# Източноломбардски език
Източноломбардският език е диалект на ломбардския език. Използван се в източната част на Ломбардия, главно в провинциите Бергамо, Бреша, Мантуа и в западната част на Тренто.
Източноломбардският език погрешно е определян като диалект на италианския език. Източноломбардският и италианският език са неразбираеми поради лексикални, фонетични и граматически различия.
Източноломбардският език няма официален статут никъде. Единственият официален език в Ломбардия е италианският.
|  | Тази страница частично или изцяло представлява превод на страницата „Восточноломбардское наречие“ в Уикипедия на руски. Оригиналният текст, както и този превод, са защитени от Лиценза „Криейтив Комънс – Признание – Споделяне на споделеното“, а за съдържание, създадено преди юни 2009 година – от Лиценза за свободна документация на ГНУ. Прегледайте историята на редакциите на оригиналната страница, както и на преводната страница, за да видите списъка на съавторите. ВАЖНО: Този шаблон се отнася единствено до авторските права върху съдържанието на статията. Добавянето му не отменя изискването да се посочват конкретни източници на твърденията, които да бъдат благонадеждни. |